# День города Екатеринбурга
День го́рода Екатеринбу́рга — ежегодное торжественное массовое мероприятие, посвящённое основанию города. Исторической датой основания считается 7 (18) ноября 1723 года, когда был запущен Екатеринбургский завод и построена одноимённая крепость. В современном виде и статусе праздник отмечается с 1973 года. В 1987 году празднование перенесли на летний период, с тех пор торжество проходит в третью субботу августа.

## Дата основания города
В 1721 году при непосредственном участии В. Н. Татищева были заложены Екатеринбургская крепость и одноимённый завод, названные в честь Императрицы. С 1722 года строительством командовал В. де Геннин, по указу Берг-коллегии сменивший Татищева на посту руководителя Уральской горной администрации. Пробный пуск кричных молотов Екатеринбургского завода состоялся 7 (18) ноября 1723 года. Этот день считают официальной датой основания будущей столицы Урала.
Вопрос соотнесения конкретной даты с моментом основания города остаётся дискуссионным. Корепанов Н. С. и Блинов В. А. считают, что датой основания города логичнее считать 1 (12) августа 1723 года, когда дела горной администрации из Уктусского завода перевезли в мазанковое здание на правом берегу Исети.

## История праздника
Впервые День города в современном формате отметили в Свердловске 18 ноября 1973 года. Тогда в честь 250-летнего юбилея ниже плотины городского пруда был открыт Исторический сквер и заложена «Капсула времени». Также к этой дате приорочили вручение городу ордена Ленина и открытие Дворца Молодёжи. Основными площадками праздника стали ККТ «Космос» и зал филармонии. В 1987 году дату праздника перенесли на летний период, с тех пор торжество проходит в третью субботу августа.
В 1987—1988 годах основные мероприятия праздника представляли собой выступления исполнителей и творческих коллективов в Историческом сквере. В 1989 году центральную площадку перенесли на панель набережной Исети в Историческом сквере. В этом году основным праздничным мероприятием стал областной фольклорный праздник «Уральское подворье».
В 1990 году День города Свердловска был посвящён национальному единству, в 1991 году основной темой празднеств стали театрализованные представления, связанные с основателями города В. Н. Татищевым и В. де Генниным.
В 1992 году акценты праздничной программы были связаны с историей города и фигурой Петра I. В 1993—1998 годах основная концепция Дня города звучала как «Город — наш общий дом». В 1993 году отмечался 270-летний юбилей, в этом году появилась традиция проводить театрализованное шествие творческих коллективов, представляющих городские районы. День города 1994 года проводился под девизом «Семь Я», проводились городские свадьбы, конкурсы семей семи районов. В 1995 году в честь 50-летия Победы и в 1996 году в честь 300-летия Российского флота праздничные мероприятия на День города были посвящены связи поколений и традициям патриотизма. День города 1997 года стал смотром творческих коллективов и подготовкой к 275-летнему юбилею следующего года.
День города 1998 года был посвящён 275-летнему юбилею и стал крупным событием в истории города. Наиболее значимыми событиями праздника стали торжественные открытия памятника основателям города В. Н. Татищеву и В. де Геннину и часовни Святой Великомученницы Екатерины.
С 12 по 18 августа 2023 проходила фестивальная неделя, приуроченная к празднованию 300-летия города. В рамках празднования 18 августа 2023 года в Историческом сквере извлекли «Капсулу времени» и передали её содержимое музею истории Екатеринбурга. Вскрытие капсулы осуществили 30 августа 2023 года, в ней находилось обращение к потомкам, принятое на митинге трудящихся Свердловска 18 ноября 1973 года, книги и подшивки исторических и журналов, издававшихся в Свердловске, плёнка с радиозаписью с выступлением Анны Бычковой и другие памятные предметы (всего 24 предмета).

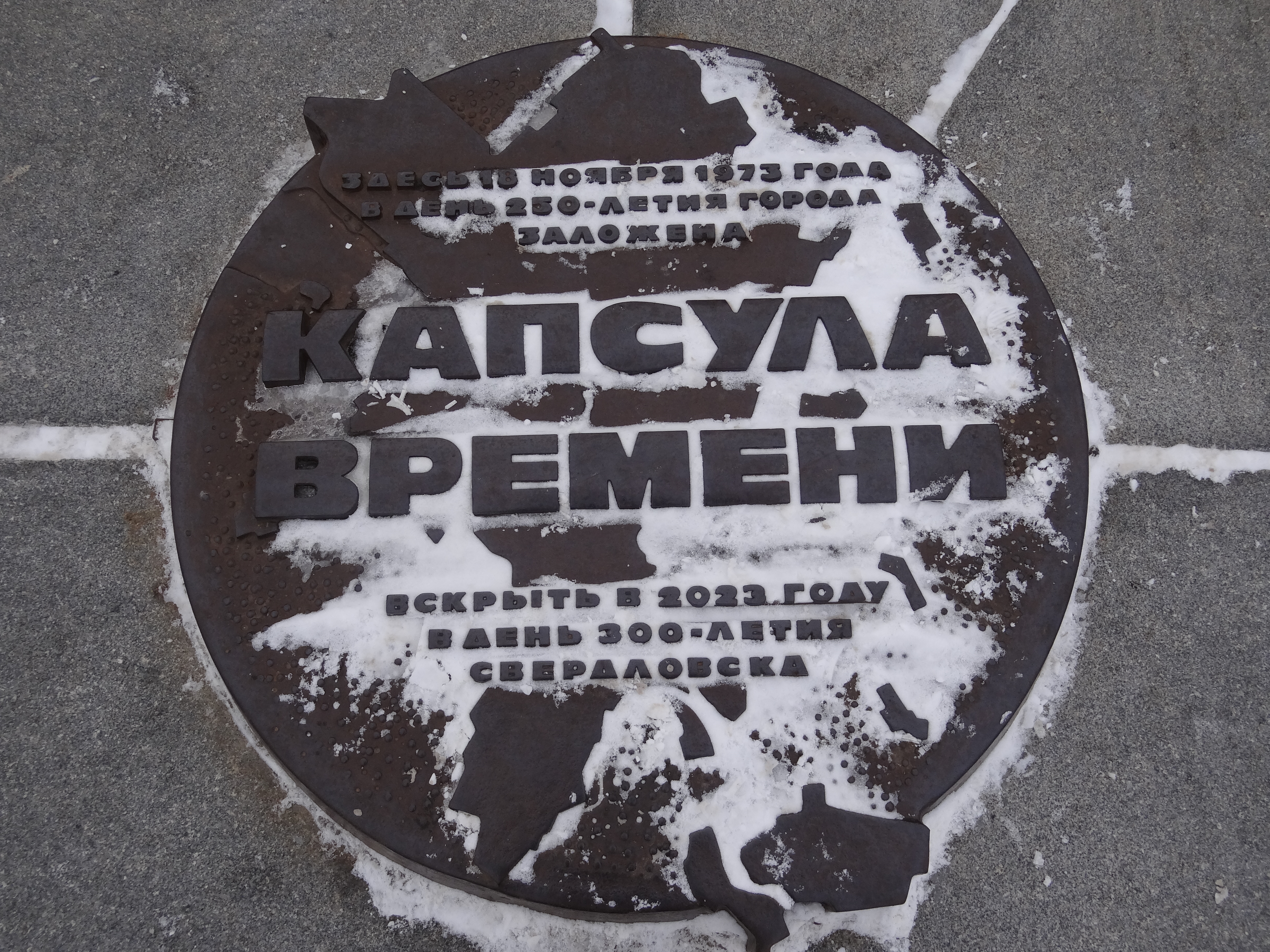
«Капсула времени» в Историческом сквере
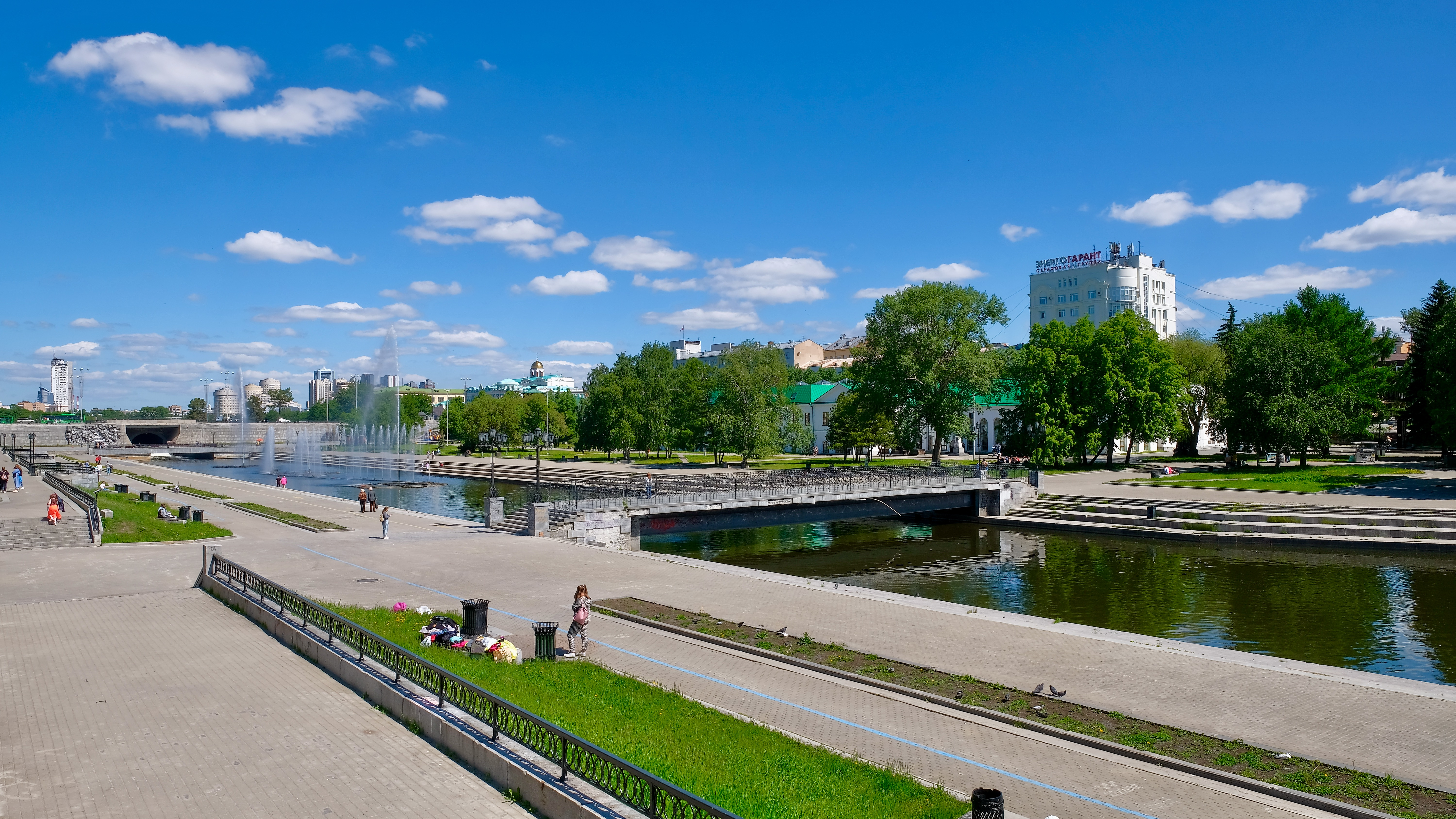
Вид на Исторический сквер
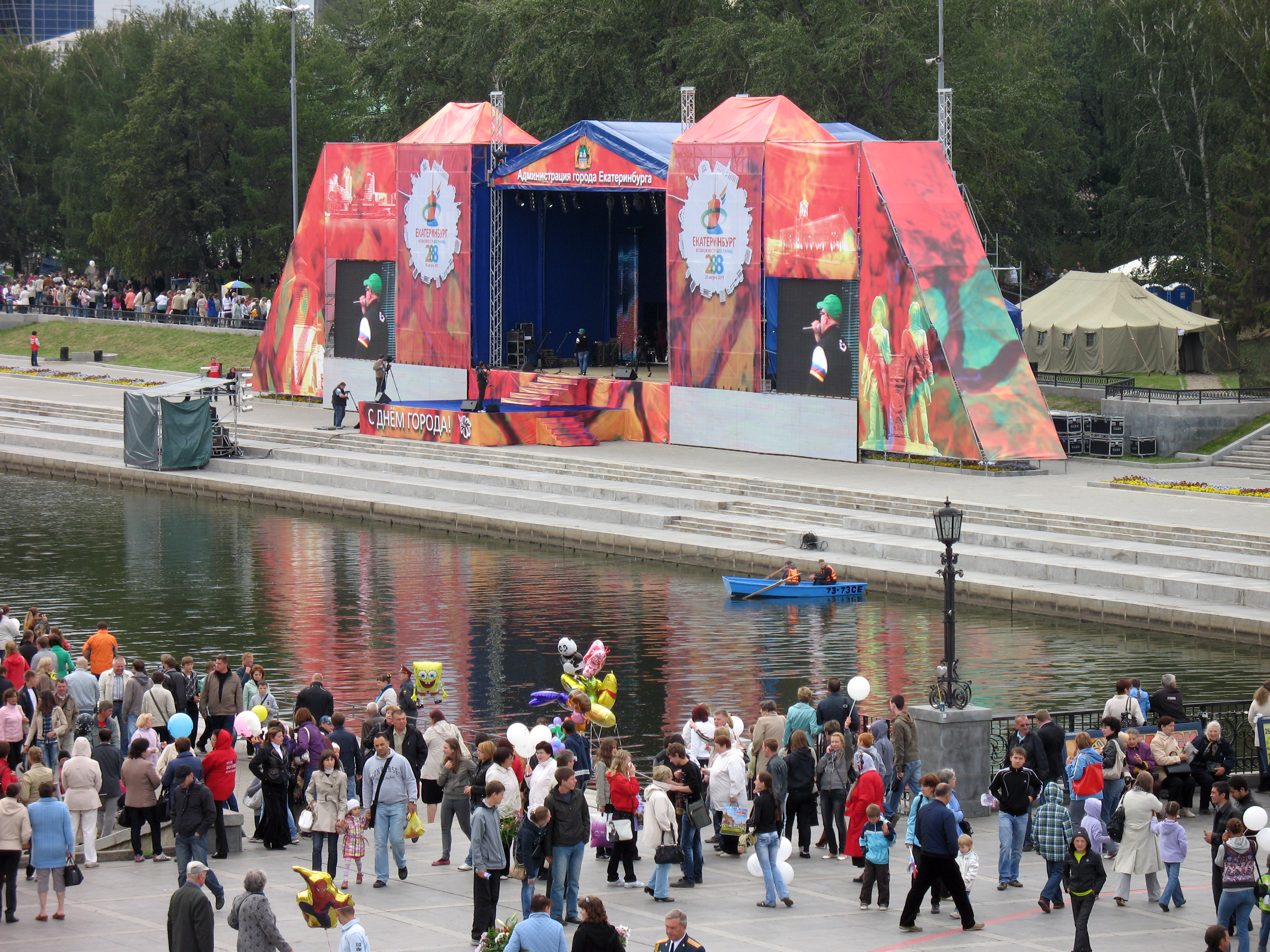
Концерт на Плотинке в 2011 году
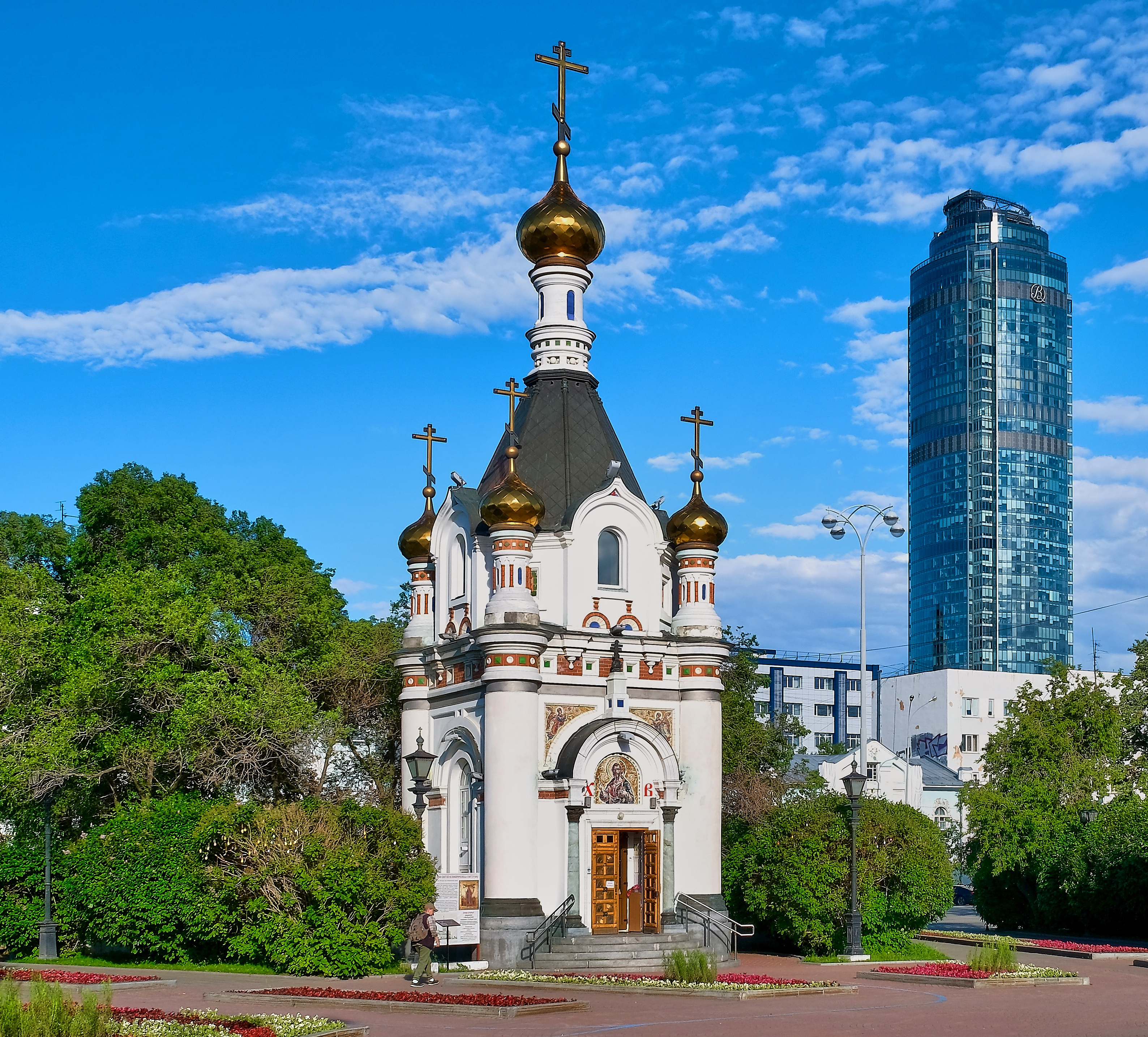
Часовня Святой Екатерины, открытая в 1998 году
- Праздничный фейерверк над акваторией пруда в 2022 году

Праздничные шествия в 2019 году
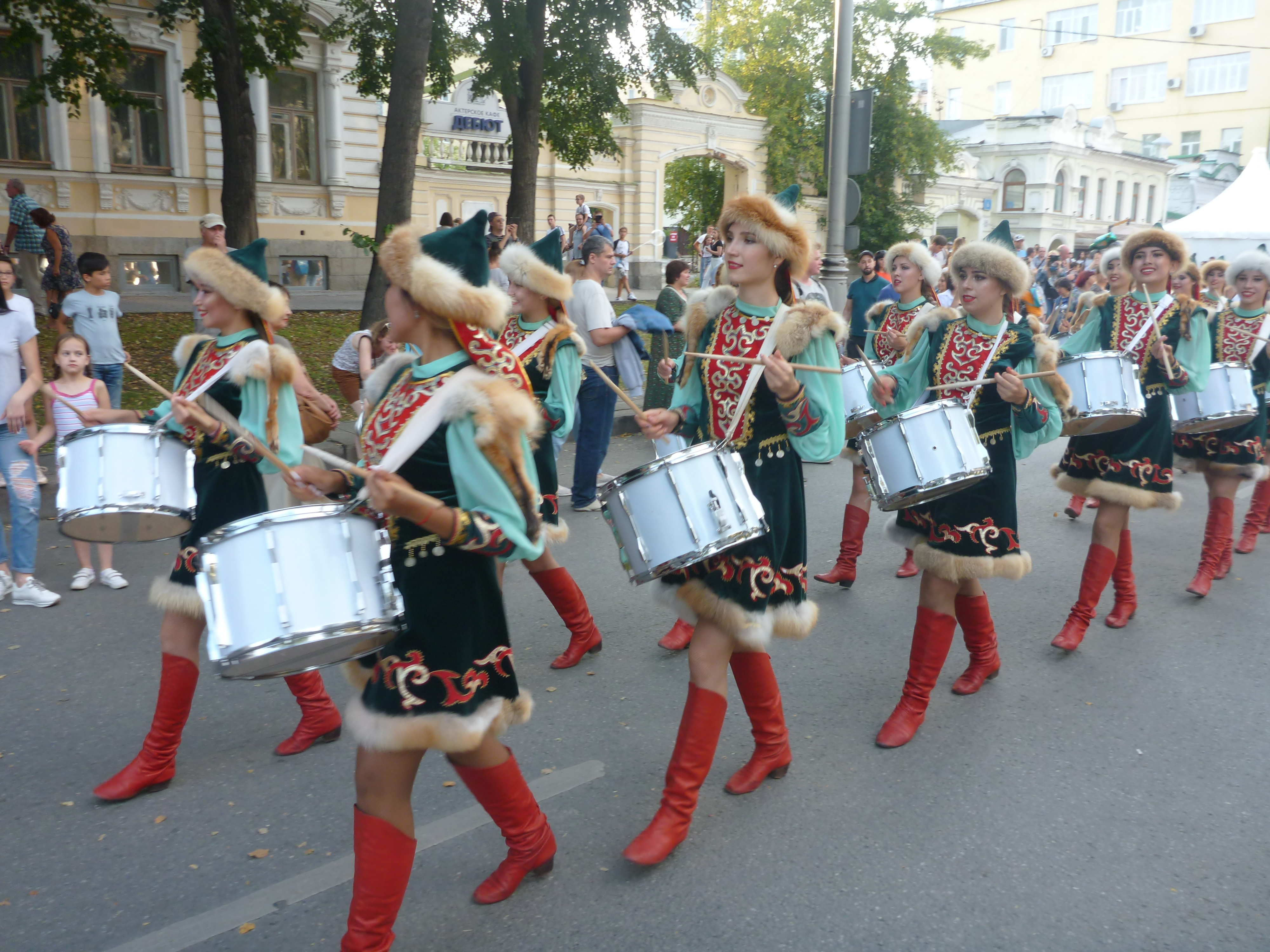
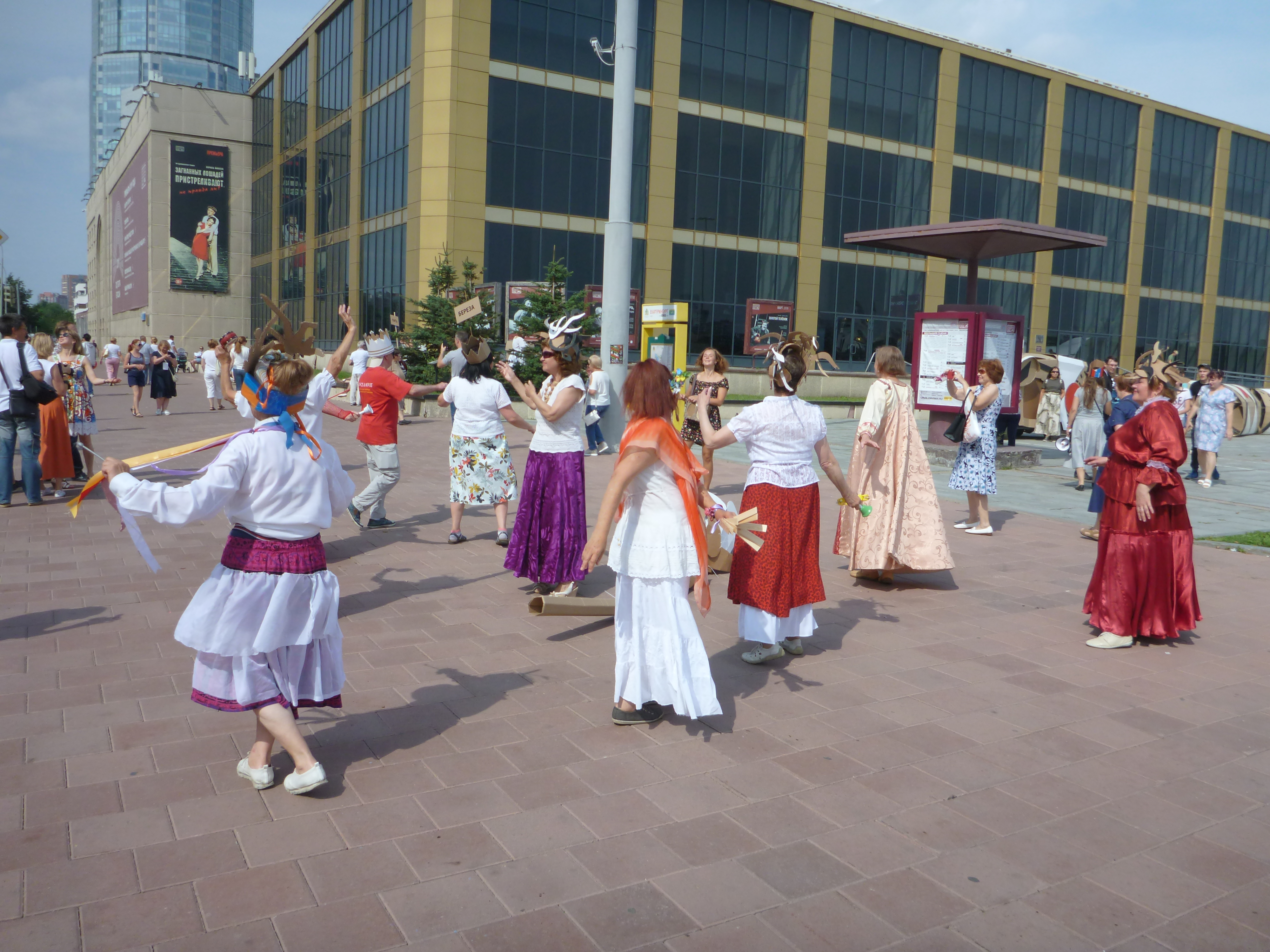
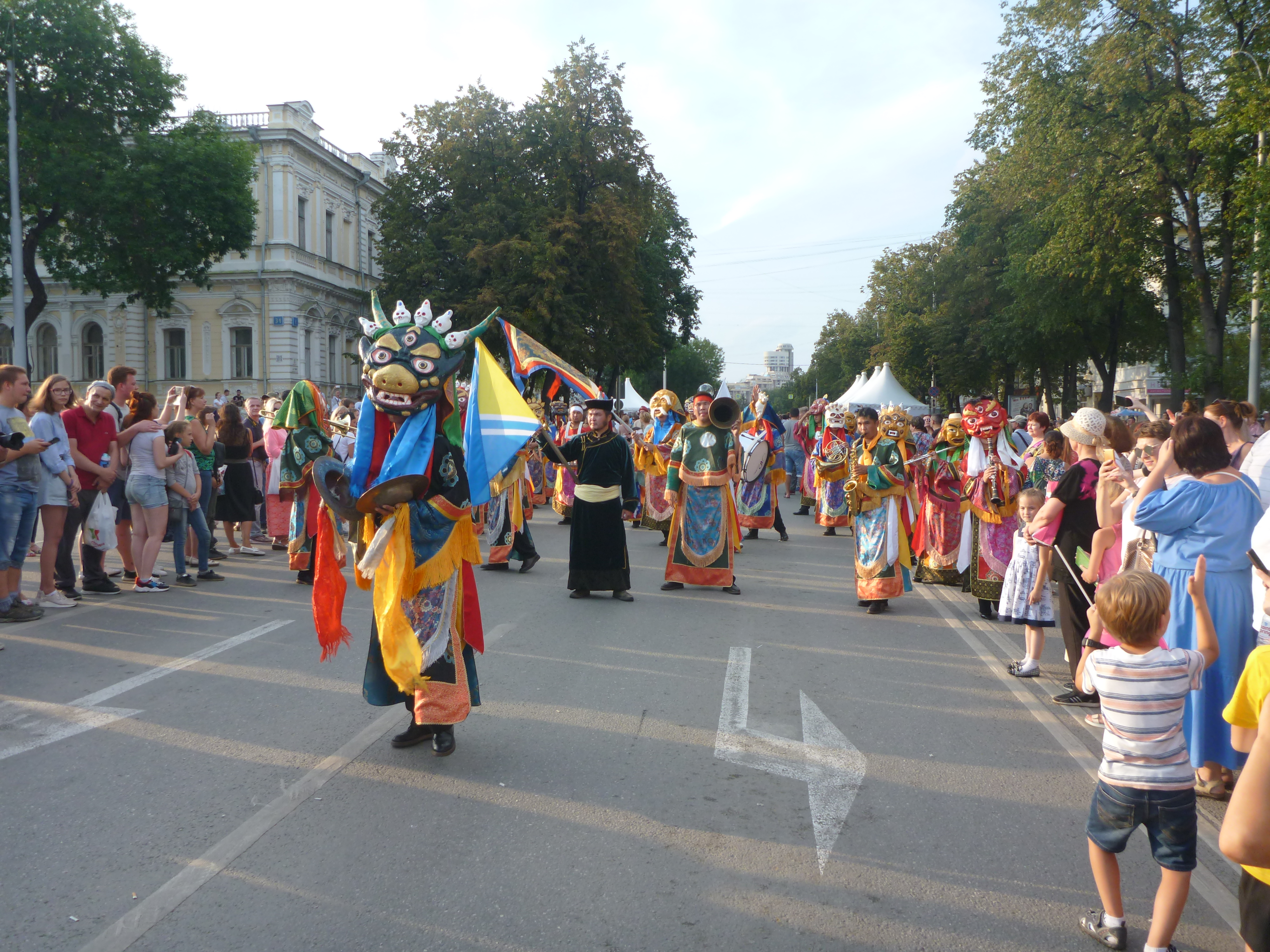
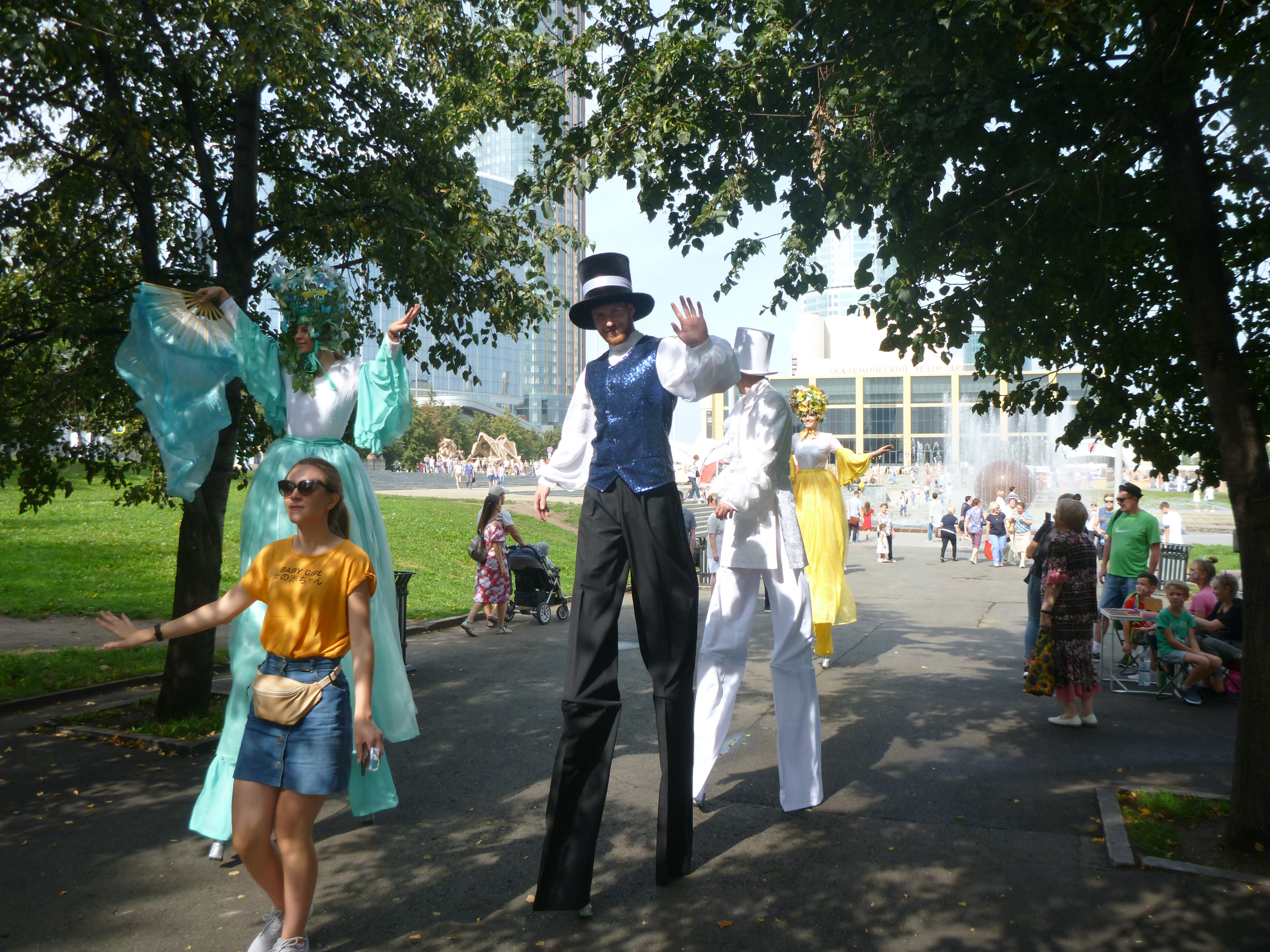
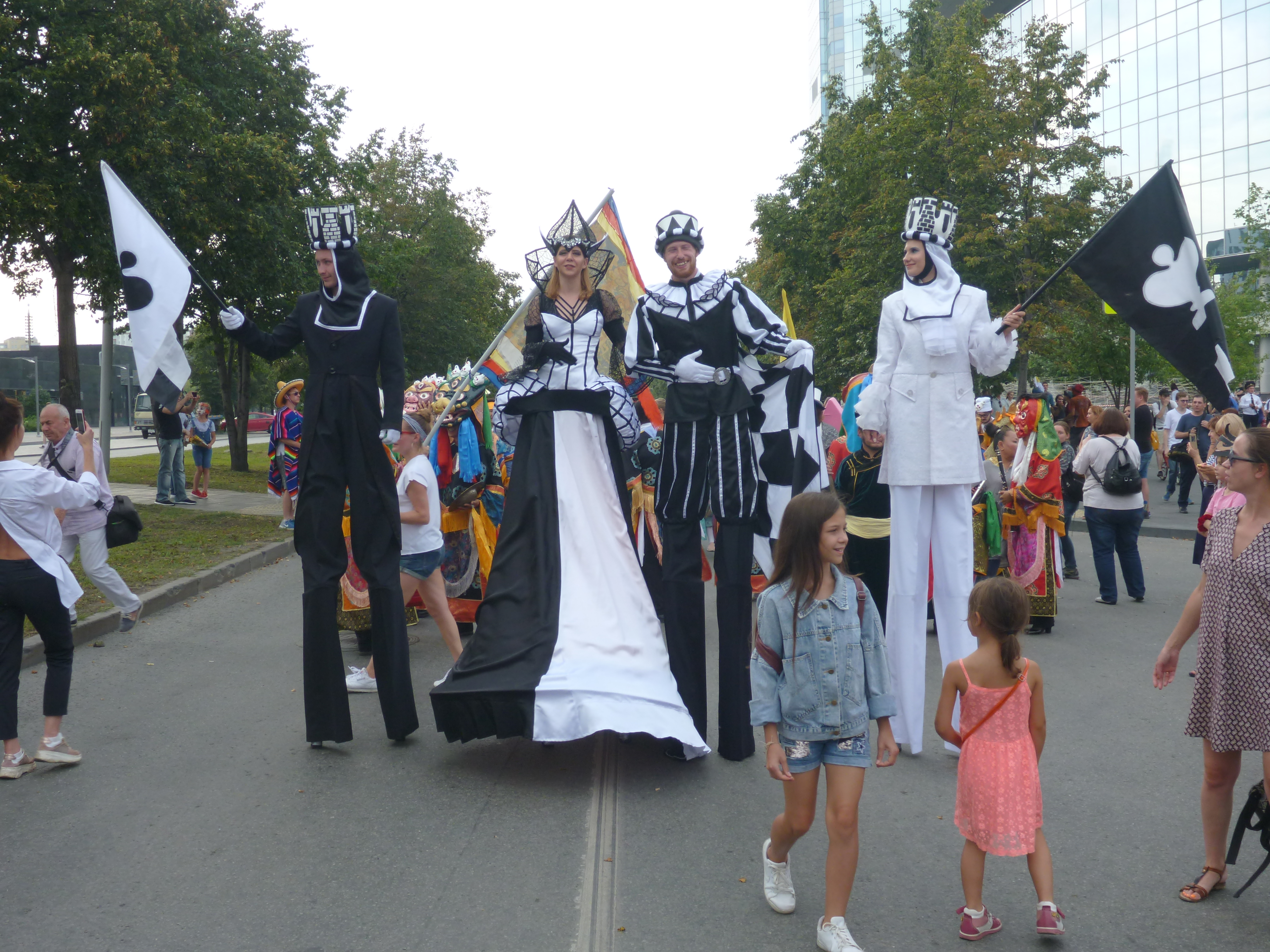
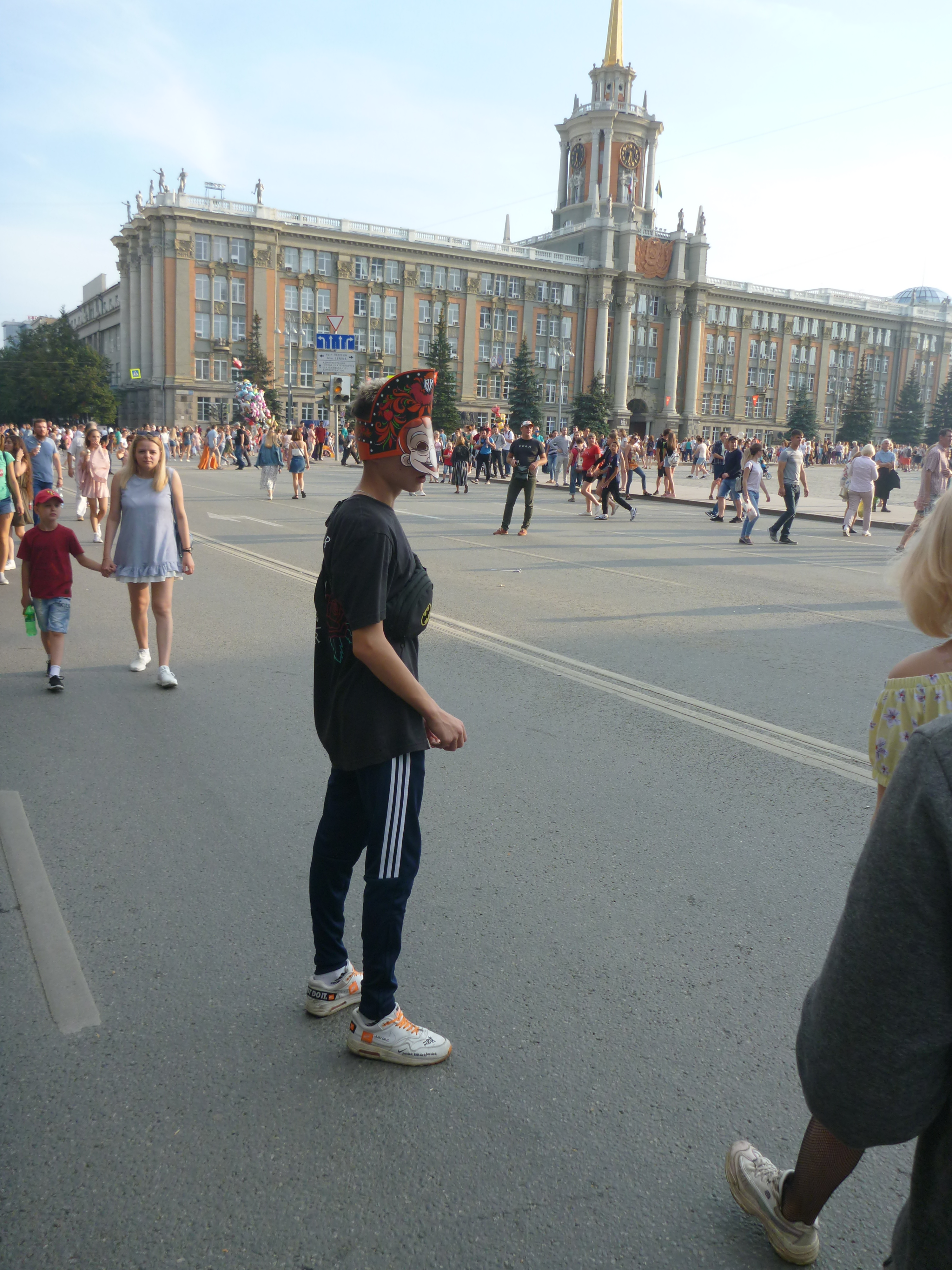